# Чемпіонат Швеції з футболу 1911
Svenska Mästerskapet 1911 — чемпіонат Швеції з футболу. Проводився за кубковою системою. У чемпіонаті брав участь 21 клуб. 
Чемпіоном Швеції став клуб АІК Стокгольм.

## Півфінал
24 вересня 1911 АІК Стокгольм — ІФК Стокгольм 3:1
24 вересня 1911 ІФК Уппсала — ІФК Норрчепінг 3:1

## Фінал
8 жовтня 1911 АІК Стокгольм — ІФК Уппсала 3:2